# سيف الدين المشد
علي بن عمر بن قزل التركماني اليلروقي المصري وهو شاعر من أمراء التركمان، كان (مشد الديوان) بدمشق، ولد بمصر سنة 602هـ، وتقلب في دواوين الإنشاء، وتوفي بدمشق سنة 656هـ، له ديوان شعر. وهو ابن أخي الأمير فخر الدين عثمان أستاذ دار الملك الكامل، ونسيب الأمير جمال الدين بن يغمور. روى عنه الدمياطي والفخر إسماعيل ابن عساكر، وبعد مماته رثاه الكمال العباسي.